# Horrem (Dormagen)
Horrem ist ein Stadtteil Dormagens im Rhein-Kreis Neuss in Nordrhein-Westfalen.

## Geografische Lage
Der Stadtteil Horrem liegt geografisch gesehen zwischen Köln und Düsseldorf. Östlich von Horrem befindet sich Dormagen, südlich von Horrem befindet sich der Chempark, südwestlich von Dormagen folgt der Stadtteil Delhoven. Die  Autobahnanbindung (A 57) und der Bahnhof „Dormagen“ grenzen an Horrem.

## Geschichte

### Mittelalter
Bereits im Jahre 1005 wurde Horrem als ein Gut des Klosters Knechtsteden erwähnt. Der Ort wurde dabei als Horchem bezeichnet. Dieses lässt sich vermutlich von dem altdeutschen Horo ableiten, was so viel wie Sumpf bedeutet. Eine andere Namensdeutung vermutet, dass Horrem sich von dem römischen HORREUM ableitet, was so viel wie Speicher bedeutet.
Im Jahre 1155 erfolgte eine weitere urkundliche Erwähnung Horrems. Dort ist nachzulesen:
„Kaiser Friedrich I. nimmt auf Bitten des Erzbischofs Arnold von Köln und des Albert, Propst zu Aachen und Domdekan zu Köln, das Kloster Beatae Mariae Virginis in Knechtsteden, die dortigen Brüder und deren Besitzungen in seinen besonderen Schutz und bestätigt ihnen gegenwärtigen Besitz: den Hof in Knechtsteden mit seinen Äckern, Wäldern, Wiesen, Weiden und einer Mühle, in Straberg zwei Höfe, in Nievenheim einen Hof, in Balghem, Panhusen, Diborgehoue, Horheim, Turremagen, Pelkenhusen, Hackhusen, Bollenberg, Wencenrode, Beddinghusen, Capella, Louenichheim, Senstede und Anstela je einen Hof und weitere Höfe und Äcker.“
In einer weiteren Urkunde von 1232 stand der Name „Horchheim“. Die Schreibweise des Ortsnamens variierte über die Jahrzehnte.
Der jetzige Name Horrem wurde erstmals vom Abt Gottschalk von Knechtsteden beurkundet: 1239 überließ eine gewisse Alveradis der Abtei 12 Morgen Land bei Horrem mit der Verpflichtung, alljährlich ein feierliches Aniversar für sie und ihren Mann Herman zu halten.
Horrem war im Mittelalter ein wichtiger Grenzort zwischen dem rheinischen Kurköln und dem rheinischen Herzogtum Jülich. Die Grenze verlief mitten durch Horrem, sogar mitten durch einen Bauernhof. Dies war darauf zurückzuführen, dass das ehemalige Gebiet des zum Kloster Knechtsteden gehörenden Fronhof an das kurkölnische Amt Zons gefallen war. Die andere Hälfte von Horrem gehörte zu Dormagen.

### Neuzeit
Seit 1570–1580 musste die Bevölkerung von Horrem in der Nähe ihres Ortes den Galgen des Gerichts Zons aufbauen. 1663 bestand der Zonser und Kurkölnische Teil Horrems, aus sieben bäuerlichen Wohnplätzen, dem adeligen Limburger Hof, der sich im Besitz der Herren von Mülheim befand und der Hof des Klosters Knechtsteden. Von dem adeligen Hof der Herren von Plittersdorf gehörte nur das Land zum Amte Zons, der Hof selbst befand sich auf Dormagener Gebiet. Nach dem Dreißigjährigen Krieg war das Verhältnis zwischen den Bewohnern von Horrem und Zons ziemlich gespannt. Immer wieder kam es zu Klagen wegen zu hoher Einquartierungen insbesondere im Jahre 1671. Zum Schutze des Schlosses in Zons ließ das Kölner Domkapitel im Jahre 1674 sechs Soldaten abkommandieren. Zwei Soldaten mussten die Horremer beköstigen und entlohnen. Als 1679 französische Soldaten Zons besetzen, wurde auch Horrem nicht verschont und geplündert. 1753 verfügte Horrem über einen Dorfvorsteher. Im Oktober 1794 besetzten französische Revolutionstruppen das Dorf. Horrem kam zunächst an den Kanton Zons in der Munizipalität Zons, später an den Kanton Dormagen.

### 19. und 20. Jahrhundert
Im Jahre 1815 wurde Horrem preußisch und ein Ort sowohl der Gemeinde als auch der Bürgermeisterei Dormagen im Kreis Neuß. Die erste Schule wurde 1843 errichtet. Der Bahnhof Dormagen entstand 1855 an der Bahnstrecke Köln-Neuss gleich östlich neben der Ortschaft Horrem. 1905 erfolgte der Neubau einer einklassigen Volksschule in Horrem an der Knechtstedener Straße. Im März 1945 besetzten amerikanische Truppen Horrem. Anfang der 1950er Jahre war Horrem mit rund 15 bäuerlichen Betrieben landwirtschaftlich orientiert. 1953 wurde in Horrem mit Josef Brüggen, der zehntausendste Einwohner Dormagens geboren. 1957 erfolgte die Aussiedlung der Landwirtschaftliche Betriebe Kluth und Vassen. 1962 war Anita Fliege die 20.000 Bürgerin im Amte Dormagen, als sie in Horrem geboren wurde. Im selben Jahr konnte ein neuer Kindergarten eröffnet werden. Im Jahr 1966 erfolgte die Freigabe des Bundesautobahnanschlusses Dormagen, nördlich der Ortschaft Horrems. Ein Jahr später war die Erweiterung der Volksschule Horrem abgeschlossen. 1972 wurde der Lindenhof abgerissen. An seiner Stelle entstand ein Mehrfamilienhaus, eine Gaststätte, ein Lebensmittelmarkt und eine Tanzschule. Im selben Jahr wurden die Wirtschaftsgebäude des Coenenhof abgerissen, das Wohnhaus wird heute noch genutzt. Bis 1975 waren die Scheune und die Viehställe des ehemaligen Horremer Hof abgerissen worden. 
Im Jahre 1992 erhielt Horrem mit erheblicher finanzieller Unterstützung der Bayer AG ein Bürgerhaus.
Im Jahr 2005 feierte Horrem die 850-Jahr-Feier mit einem großen Fest vom 26. bis 28. August 2005.
Am 31. Dezember 2017 betrug die Einwohnerzahl 9171 und der Ausländeranteil betrug 23,29 % und war nach Hackenbroich der höchste eines Stadtteils in Dormagen. Der Anteil der Einwohner mit mehreren Staatsbürgerschaften liegt bei 17,16 % und ist damit der höchste im Stadtgebiet.

### Bevölkerungsentwicklung
| Bevölkerungsentwicklung |               |  |      |               |  |      |               |
| Jahr                    | Einwohnerzahl |  | Jahr | Einwohnerzahl |  | Jahr | Einwohnerzahl |
| 1939                    | 712           |  | 1974 | 6.835         |  | 1980 | 6.829         |
| 1990                    | 6.479         |  | 1995 | 5.790         |  | 2000 | 6.112         |
| 2004                    | 5.955         |  | 2007 | 8.315         |  | 2010 | 8.155         |
| 2013                    | 8.097         |  | 2016 | 8.925         |  | 2017 | 9.171         |

### Religion
Horrem ist überwiegend römisch-katholisch geprägt und die Katholiken gehören dem Erzbistum Köln an. 1897 wurde an der Knechtstedener Straße in Horrem die Kapelle Zur Heiligen Familie durch den Ehrendomherr Dechant Heimbach benediziert. 1941 notierte der damalige katholische Pfarrer Gottfried Schmitz, dass in Horrem 665 Katholiken und 56 Nichtkatholiken wohnten. 1949 vermachten die Eheleute Breuer den Knechtstedender Hof der katholischen Kirchengemeinde Dormagen-Horrem. Das Pfarrhaus wurde 1953 anstelle der alten Scheune errichtet. 1957 konnte auf dem Grundstück der Grundstein für eine neue Kirche gelegt werden. Im Jahre 1958 wurde die neue Horremer Pfarrkirche Zur Heiligen Familie durch den Weihbischof Cleven konsekriert. Daraufhin wurde das erste Horremer katholische Gotteshaus 1969 abgerissen. Auch im Jahr 2006 stellten die Katholiken die größte Religionsgemeinschaft in Horrem: 
- 2.404 Katholiken
- 1.285 Evangelisch
- 1 Reformiert
- 18 Lutherisch
- 18 Jüdisch
- 2.209 Sonstige

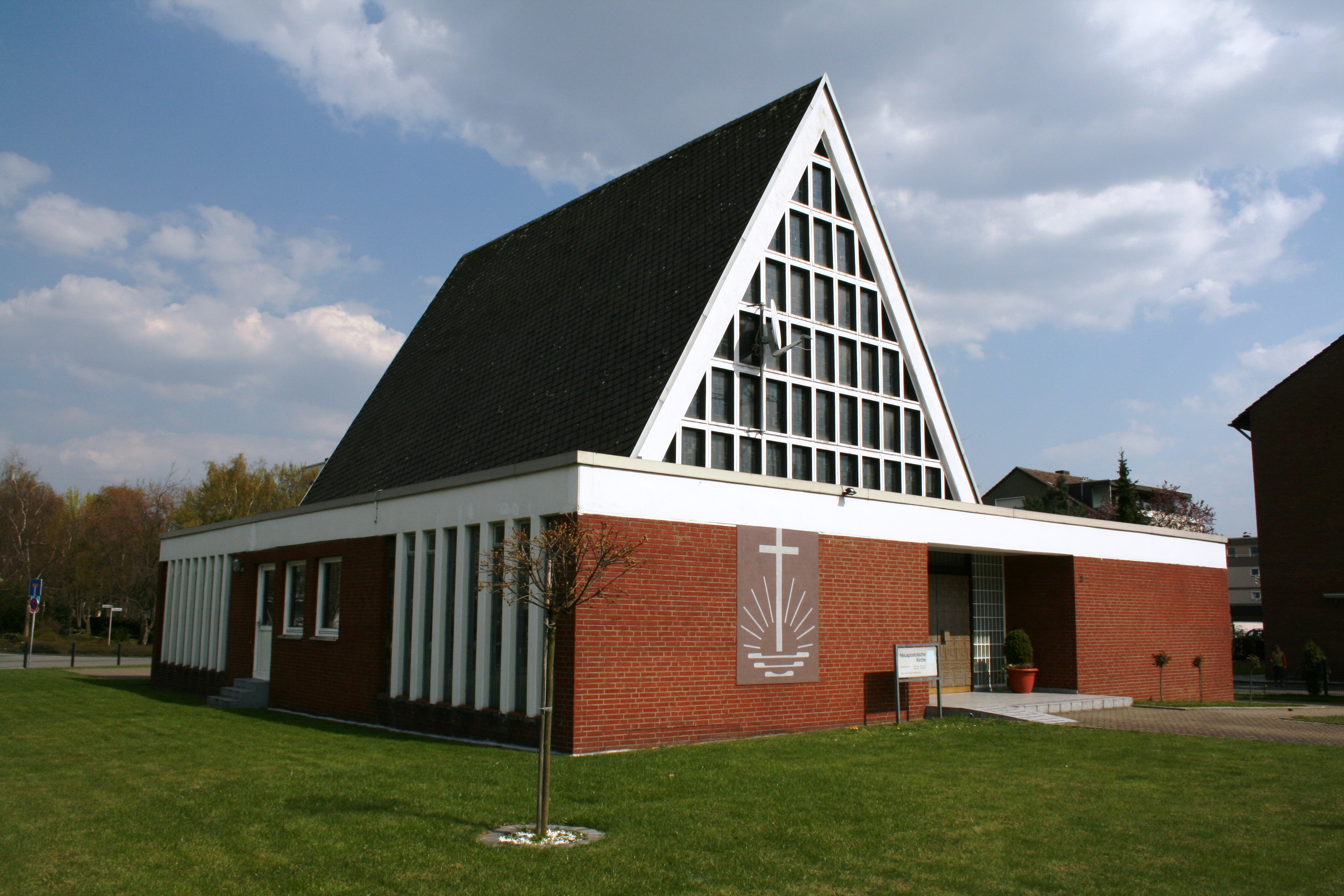
Neuapostolische Kirchengemeinde Dormagen

Mitten in Horrem steht des Weiteren auch noch das Gotteshaus der Neuapostolischen Kirchengemeinde Dormagen. Es wurde 1972 geweiht und bietet ca. 250 Gottesdienstbesuchern platz. In Dormagen leben insgesamt 268 neuapostolische Christen.

## Kultur und Freizeit

### Vereine
Das gemeinschaftliche Leben in Horrem ist auch geprägt durch das Vereinsleben. Die folgenden Vereine haben ihren Sitz und Vereinsmittelpunkt in Horrem:
- Die IG Horrem – Eine Interessengemeinschaft der Bürger
- Rasensport Horrem 1919 e. V.
- TTC Dormagen 1955 Tischtennisverein
- St. Hubertus Schützenbruderschaft Dormagen-Horrem e. V. 1920.
- Tambourkorps „Germania“ 1925 Dormagen-Horrem
- Türkische Jugend Dormagen – Fußballmannschaft

## Wirtschaft und Infrastruktur
Horrem wurde lange geprägt durch die Landwirtschaft. Getreide wurde in Horrem exakt 100 Jahre lang bis 1971 gemahlen. Nach dem Krieg 1870/71 baute Peter Rosendahl eine mechanische Dampfmühle. Diese wurde dann stets modernisiert. Damit waren die Horremer nicht nur die Ersten, sondern auch jene, die am längsten mahlen konnten. Erst in den 1960er Jahren, zur Zeit des Wirtschaftswunders, veränderte sich das Ortsbild maßgeblich. Die Bayer AG Dormagen benötigte dringend Arbeitskräfte, und diese brauchten Wohnraum. Das damals ländliche Horrem bekam ein neues Gesicht. Aus dem bis in die Nachkriegszeit noch ländlichen Ort von fast 1000 Einwohnern wurde ein durch Hochhäusersiedlungen geprägter Stadtteil von (2017) etwa 9100 Einwohnern.
In Horrem liegt das größte Gewerbegebiet der Stadt Dormagen: das TOP-West.

### Medien
- Westdeutsche Zeitung Düsseldorf, Lokalredaktion Kreis Neuss – regionale Tageszeitung, Verlag W. Girardet KG
- Neuss-Grevenbroicher-Zeitung – regionale Tageszeitung, Neusser Zeitungsverlag GmbH, zu Rheinische Post gehörig
- Schaufenster – lokales Anzeigenblatt (Dienstag & Samstag), Neusser Druckerei und Verlag GmbH
- Rheinischer Anzeiger – lokales Anzeigenblatt (Mittwoch), Neusser Druckerei und Verlag GmbH
- NEWS89.4 – lokaler Radiosender, zu Neusser Druckerei und Verlag GmbH gehörig

## Sonstiges
Da sich in der Nähe der Ortschaft Horrem der Galgen von Dormagen befand, wurden die Horremer lange Zeit als „Galgenwächter“ tituliert. Die Horremer selbst bezeichneten sich gerne als „Republikaner“.